# MGM-51 Shillelagh
Tên lửa Ford MGM-51 Shillelagh (phát âm she-LAY-lee) là tên lửa chống tăng có điều khiển của Mỹ, được thiết kế để bắn được từ nòng pháo. Ban đầu nó được thiết kế như là một tên lửa chống tăng tầm trung trong hệ thống tầm ngắn tầm trung và tầm xa cho xe thiết giáp trong thập niên 1960 và thập niên 1970 để có thể tiêu diệt xe thiết giáp hạng nặng mà không cần phải trang bị pháo lớn. Tuy nhiên việc phát triển hệ thống vũ khí cho phép có thể bắn cả đạn pháo và tên lửa một cách đáng tin cậy tỏ ra phức tạp và phần lớn là không thể hoạt động được.
Ban đầu nó được phát triển cho xe tăng MBT-70 thử nghiệm nhưng chưa bao giờ được sản xuất và chủ yếu nó được sử dụng làm vũ khí chính trên xe tăng hạng nhẹ M-551 Sheridan, nhưng hệ thống tên lửa này không được trang bị cho các đơn vị chiến đấu tại Việt Nam và đã được rút khỏi biên chế vào năm 1996. Nó cũng được được sử dụng trên xe tăng M60A2 "Starship", bị loại khỏi biên chế vào năm 1981. Cuối cùng, có rất ít trong số 88.000 viên đạn được sản xuất đã từng được sử dụng trong chiến đấu, và hệ thống này đã được kế tiếp bằng một tên lửa chống tăng BGM-71 TOW điều khiển bằng dây rất nổi tiếng sau này, được sản xuất vào năm 1970. Do việc dẫn đường bằng dây và phóng tên lửa từ ống phóng đơn giản hơn nhiều, TOW đã được trang bị cho 15.000 xe thiết giáp và trực thăng của quân đội 40 nước trên thế giới. Xe tăng chiến đấu chủ lực của cuối thế kỷ 20 và đầu thế kỷ 21 đã được trang bị pháo và đạn 100–125 mm thông thường được cải tiến để chống lại các mối đe dọa từ xe thiết giáp đối phương. Trong khi các nhà thiết kế của Liên Xô phát triển tên lửa chống tăng phóng từ nòng pháo, Mỹ và NATO lại phát triển đạn pháo có điều khiển dành cho xe tăng. Tên của hệ thống lấy từ tên một loại gậy gỗ truyền thống của Ireland.